# Die Glücksritter (Film)
Die Glücksritter ist ein US-amerikanischer Spielfilm aus dem Jahr 1983 mit Dan Aykroyd und Eddie Murphy in den Hauptrollen. Der Original-Filmtitel Trading Places ist ein Wortspiel: Er bedeutet einerseits ‚Handelsplätze‘ – die Warenterminbörse spielt eine wichtige Rolle –, andererseits ‚die Plätze tauschen‘, was mit den beiden Helden des Films geschieht. Der Film basiert lose auf Motiven des Romans Der Prinz und der Bettelknabe sowie auf der Kurzgeschichte The Million Pound Bank Note des US-amerikanischen Schriftstellers Mark Twain. Er war ein künstlerischer und kommerzieller Erfolg.

## Handlung
Louis Winthorpe III ist der Geschäftsführer von Duke & Duke Commodities Brokers, dem Unternehmen der millionenschweren Brüder Randolph und Mortimer Duke, das Warentermingeschäfte  betreibt und vermittelt. Er wohnt in einem vornehmen Reihenhaus in Philadelphia und hat einen Butler namens Coleman, der ihn umsorgt, ist mit Penelope, der Nichte der Duke-Brüder, verlobt und verkehrt in den besten Kreisen. Der Gauner Billy Ray Valentine schlägt sich derweil mit Betteln durchs Leben, indem er vorgibt, im Vietnam-Krieg Beine und Augenlicht verloren zu haben. Eines Tages treffen beide zufällig aufeinander, als Billy Ray vor einer Polizeikontrolle flieht und dabei Louis umrennt, der gerade aus dem „Heritage Club“ kommt. Es kommt zu einem Gerangel, und Billy Ray wird irrtümlich beschuldigt, Louis ausrauben zu wollen, worauf Billy Ray ins Gefängnis gesteckt wird.
Die Duke-Brüder schließen unterdessen aus einer Laune heraus untereinander eine Wette ab über die Frage, ob das Verhalten des Menschen mehr von seiner Umwelt oder seinen Genen bestimmt wird. Dies wollen sie in einem Experiment klären. Sie beschließen, die Rollen von Billy Ray und Louis zu tauschen und zu prüfen, ob diese sich ihrem neuen Umfeld anpassen werden. Dazu beauftragen sie ihren Handlanger Clarence Beeks, der Louis am nächsten Tag im Heritage Club ein markiertes Geldbündel unterschiebt und ihn vor den anwesenden Clubmitgliedern als Dieb überführt, worauf Louis verhaftet wird. Die Dukes sorgen außerdem dafür, dass ihm die Unterschlagung von Firmengeldern sowie Drogenhandel angehängt werden. Billy Ray wird inzwischen von den Duke-Brüdern gegen Kaution aus dem Gefängnis geholt und in das Haus von Louis gebracht unter dem Vorwand, sie wollten ihn zum neuen Manager des Unternehmens aufbauen. Billy Ray nimmt das Angebot an, braucht jedoch einige Zeit, um sein Glück fassen zu können.
Als Louis anderntags von Penelope aus dem Gefängnis abgeholt wird, sorgt Beeks dafür, dass die Prostituierte Ophelia auf Louis zugeht, ihn küsst und fragt, ob er wieder Drogen für sie habe. Trotz Louis’ Unschuldsbeteuerungen ist Penelope außer sich und verlässt ihn. Da Louis’ Bankkonten gesperrt sind, seine Freunde ihn zurückweisen und sein Butler Coleman leugnet, ihn zu kennen, nimmt Ophelia den am Boden zerstörten Louis mit zu sich nach Hause. In der Zwischenzeit entwickelt sich Billy Ray zu einem fähigen Manager, der das Geschäft der Dukes mit dem eines Buchmachers vergleicht. Er kann schnell die ersten Erfolge verzeichnen und genießt das Leben im Reichtum. Louis hingegen sinnt auf Rache und versucht, als Weihnachtsmann verkleidet bei der firmeninternen Weihnachtsfeier Billy Ray Drogen unterzuschieben, doch das Vorhaben misslingt. Nach einem gescheiterten Selbstmordversuch mit einer Pistole kehrt er in die Wohnung von Ophelia zurück und schluckt Tabletten, um sich das Leben zu nehmen.
Währenddessen wird Billy Ray zufällig und unbemerkt Zeuge eines Gesprächs der Duke-Brüder über ihre Wette. Sie konstatieren, dass das Experiment funktioniert habe, da Louis am Ende und Billy Ray erfolgreich sei. Mortimer bezahlt seinem Bruder den Wetteinsatz von einem Dollar und sie beschließen, sowohl Louis als auch Billy Ray loszuwerden. Der eilt daraufhin zu Ophelias Wohnung, um alles aufzuklären. Dort findet er den bereits bewusstlosen Louis und ruft einen Arzt, der Louis das Leben rettet.
Billy Ray, Coleman und Ophelia klären Louis über die Wette auf. Gemeinsam beschließen sie, sich an den Dukes zu rächen. Sie finden heraus, dass Beeks den Duke-Brüdern einen bevorstehenden Bericht vor dessen offizieller Veröffentlichung liefern soll. Dieser vom Landwirtschaftsministerium beauftragte Bericht enthält zur erwarteten Orangenernte eine Prognose, die sich auf den Börsenpreis von gefrorenem Orangensaftkonzentrat auswirken wird. Ein Plan der Vier, Beeks' Koffer mit dem Erntebericht auf einer Zugfahrt zu vertauschen, wird von diesem bemerkt. Mit Glück setzen sie ihn außer Gefecht und stecken ihn mit verklebtem Mund in einem Gorilla-Kostüm in den Käfig eines Gorilla-Männchens, das zur Auswilderung unterwegs nach Afrika ist.
Louis und Billy Ray arrangieren eine geheime Übergabe des gefälschten Ernteberichts an die Duke-Brüder. Dann sammeln sie alles verfügbare Geld, unter anderem die Ersparnisse von Ophelia und Coleman. An der Warenterminbörse New York Cotton Exchange im World Trade Center kommt es zum Showdown. Louis und Billy Ray mischen sich im Handelsbereich für Orangensaftkonzentrat als Börsenmakler unter die Menge. Bevor die Börse öffnet, beauftragen die Duke-Brüder im Glauben an eine schlechte Orangenernte ihren Makler, Orangensaftkonzentrat aufzukaufen, auch bei steigenden Preisen. Dies bemerken andere Makler und kaufen ebenfalls, was den Preis nach oben treibt. Louis und Billy Ray hingegen tätigen Leerverkäufe an die Kaufwilligen. Zur Verwunderung der Dukes fällt der Preis zurück auf das Anfangsniveau. Als der Landwirtschaftsminister den echten Bericht vorstellt, der eine gute Orangenernte verheißt, verfällt der Preis des Orangensaftkonzentrats. Der Makler der Dukes schafft es bis Handelsschluss nicht mehr, die vorher aufgekauften Mengen zu verkaufen, während Louis und Billy Ray ihre offenen Handelspositionen zu günstigen Preisen ausgleichen und ein Vermögen machen. Beide erzählen den Dukes, dass sie gewettet haben, sie selbst könnten nicht steinreich werden, ohne dass die Duke-Brüder gleichzeitig bettelarm würden. Der „Verlierer“ Louis zahlt den „Wetteinsatz“ von einem Dollar an Billy Ray. Die Dukes haben 394 Millionen Dollar verloren und sind ruiniert. Ihre Börsensitze werden verkauft und ihre Besitztümer gepfändet, worauf Randolph einen Herzinfarkt erleidet.
Louis und Ophelia finden zueinander und genießen mit Billy Ray und Coleman ihren neu erworbenen Reichtum am Strand in der Karibik, während Beeks mit dem Gorilla-Männchen nach Afrika eingeschifft wird.

## Entstehung und Veröffentlichung
| Figur                | Darsteller       | Deutscher Sprecher |
| -------------------- | ---------------- | ------------------ |
| Louis Winthorpe III  | Dan Aykroyd      | Thomas Danneberg   |
| Billy Ray Valentine  | Eddie Murphy     | Randolf Kronberg   |
| Randolph Duke        | Ralph Bellamy    | Günther Sauer      |
| Mortimer Duke        | Don Ameche       | Harald Leipnitz    |
| Ophelia              | Jamie Lee Curtis | Katharina Lopinski |
| Butler Coleman       | Denholm Elliott  | Mogens von Gadow   |
| Clarence Beeks       | Paul Gleason     | Fred Klaus         |
| Penelope Witherspoon | Kristin Holby    | Uschi Wolff        |
| Demitri              | Barry Dennen     |                    |

Ursprünglicher Arbeitstitel des Films war Black or White, der jedoch Regisseur John Landis nicht gefiel. Schließlich kam Produzent George Folsey junior die Idee, ihm den Titel Trading Places zu geben. In kleinen Nebenrollen sind Frank Oz als korrupter Polizeibeamter, James Belushi als Partygänger in Gorilla-Verkleidung und Kelly Curtis – Schwester von Jamie Lee Curtis (Ophelia) – als Penelopes Freundin zu sehen. Gastauftritte hatten auch Al Franken und Bo Diddley. Die Eröffnungsszene wird mit der Ouvertüre von Le nozze di Figaro unterlegt.
Die Synchronisation wurde von der Synchronfirma Cine Adaption GmbH, München erstellt, während Jürgen Clause für das Dialogbuch und die Dialogregie verantwortlich war. Die Glücksritter spielte bei einem Budget von 15 Millionen US-Dollar 90 Millionen US-Dollar ein und war damit einer der erfolgreichsten amerikanischen Filme des Jahres (Rang 4).

## Kritik
Die Glücksritter erhielt ein gutes Presseecho, was sich auch in den Auswertungen US-amerikanischer Aggregatoren widerspiegelt. So erfasst Rotten Tomatoes größtenteils positive Besprechungen und ordnet den Film dementsprechend als „Zertifiziert Frisch“ ein. Laut Metacritic fallen die Bewertungen im Mittel „Grundsätzlich Wohlwollend“ aus.

„Turbulente Komödie nach klassischem Hollywoodmuster, die ihr sozialkritisches Interesse bisweilen etwas vordergründig und klamottenhaft vermittelt, aber größtenteils durch Tempo, ungebrochene Spielfreude und anarchischen Witz gut unterhält.“

Bei Moviesection lobt Thomas Ays die Hauptdarsteller und meint:

„Mit Die Glücksritter erzählt [Regisseur John Landis] eine Geschichte, die von Timothy Harris und Herschel Weingrod nicht nur kreativ geschrieben, sondern auch eine Idee umsetzt, die nur als höchst kreativ und originell bezeichnet werden muss. Diese Handlung ist schlicht genial und wurde zudem eindrucksvoll umgesetzt.“

„Die Glücksritter ist eine Komödie, die vollkommen auf Slapstick verzichtet, stattdessen werden hier bissige Sprüche aneinandergereiht, die bis heute nichts an ihrem Reiz und ihrer Wirkung verloren haben, selbst die deutsche Synchro ist in diesem Fall durchaus gelungen.“

„Die von Mark Twains Kurzgeschichte The Million Pound Note inspirierte Komödie von Blues Brothers-Regisseur John Landis überzeugt durch ihr konsequent hohes Tempo sowie durch seine beiden überzeugenden Hauptdarsteller Dan Aykroyd und Eddie Murphy. Und auch, wenn nicht immer alle Gags zu einhundert Prozent zünden wollen, macht Die Glücksritter seine gesamte Spielzeit über viel Spaß.“

## Auszeichnungen
Der Film war 1984 in der Kategorie Beste Filmmusik („Best Music, Original Song Score and Its Adaptation or Best Adaptation Score“) für den Oscar nominiert.
Denholm Elliott gewann den BAFTA Award als bester Nebendarsteller und Jamie Lee Curtis den als beste Nebendarstellerin, Timothy Harris und Herschel Weingrod waren für das beste Originaldrehbuch nominiert. Im Bereich Komödie/Musical waren der Film sowie Eddie Murphy (Kategorie: Bester Hauptdarsteller) für einen Golden Globe nominiert.

## Bezug zu anderen Filmen
Während Die Glücksritter durch Mark Twains Kurzgeschichte The Million Pound Note lediglich inspiriert worden ist, setzte Ronald Neame 1953 in Großbritannien unter dem Titel Sein größter Bluff eine getreuere Verfilmung um: Gregory Peck spielt einen Armen, der von zwei reichen Brüdern wegen einer Wette eine Eine-Million-Pfund-Note bekommt, die er zwar nicht einlösen darf, die aber dennoch dazu führt, dass er plötzlich von der Gesellschaft geachtet wird – nur seines Vermögens wegen.
Das Motiv der Wette zwischen zwei Millionären, ob die Gene oder das Milieu für Erfolg im Leben ausschlaggebend sind, findet sich auch in einem Kurzfilm der Three Stooges von 1935 mit dem Titel Hoi Polloi.
Die Duke-Brüder haben auch einen Auftritt in John Landis’ Der Prinz aus Zamunda (1988), in dem sie obdachlos am Wegesrand liegen. Der Prinz (Eddie Murphy) schenkt Mortimer ein großes Geldbündel, worauf dessen Bruder Randolph ruft: „Mortimer, wir sind wieder da!“. In dessen Fortsetzung (2021) wird darauf Bezug genommen, als der uneheliche Sohn des Prinzen sich bei dem Unternehmen „Duke & Duke“ bewirbt, welches durch die Duke-Brüder gegründet wurde.
Frank Oz spielt den Polizisten, der bei der Verhaftung von Dan Aykroyd die Bestandsaufnahme von dessen persönlichen Gegenständen macht. Dieselbe Rolle spielte Frank Oz bereits im Film Blues Brothers von 1980, als er die Bestandsaufnahme der persönlichen Gegenstände bei der Entlassung von John Belushi macht. In Blues Brothers spielte Dan Aykroyd „Elwood Blues“, den Bruder von „Jake Blues“, gespielt von John Belushi.